# Jimyōin-tō
La Jimyōin-tō (持明院統) est une branche de la famille impériale du Japon. Go-Fukakusa, qui commence son règne en 1246 est le premier représentant de cette lignée.

## Liste des empereurs de cette lignée
- Go-Fukakusa (89e empereur)
- Fushimi (92e empereur)
- Go-Fushimi (93e empereur)
- Hanazono (95e empereur)
- Kōgon (1er empereur de la Cour du Nord)
- Kōmyō (2e empereur de la Cour du Nord)
- Sukō (3e empereur de la Cour du Nord)
- Go-Kōgon (4e empereur de la Cour du Nord)
- Go-En'yū (5e empereur de la Cour du Nord)
- Go-Komatsu (100e empereur, et 6e empereur de la Cour du Nord)
- Shōkō (101e empereur, et 7e empereur de la Cour du Nord)